# Audien
Nathaniel Rathbun (Mystic, Connecticut; 11 de enero de 1992), más conocido por su nombre artístico Audien, es un DJ y productor estadounidense. Sus producciones están orientadas al house progresivo, electro house y música trance. En 2014, ingresó en la encuesta realizada por la revista DJmag, ubicándose en el número 88.

## Biografía
Comenzó a producir música en 2008 bajo el nombre de Nate Rathbun. En 2009 captó la atención de Ferry Corsten, quien lo incorporó a su discográfica Flashover Recordings, y con ella lanzó su primera producción titulada «Rise & Shine». Además lanzó varios de sus trabajos y remezclas por diversos sellos orientadas a la música trance tales como Enhanced, Perceptive, Armada, Black Hole, y Nervous. En 2012 comenzó a introducir elementos del house progresivo a sus producciones con el lanzamiento de «These Are The Days». A fines de 2013 firmó con Spinnin' Records y lanzó títulos como «Elysium» y su colaboración con Matthew Koma, «Serotonin». En 2014, recibió el reconocimiento como remixer al ser nominado al Premio Grammy por su remezcla de «Pompeii» para la banda británica Bastille. En marzo de 2015 lanzó el sencillo «Insomnia», con la colaboración de Parson James logrando alcanzar la primera ubicación del Billboard Dance Club Songs.
En septiembre de 2015 lanzó el EP titulado Daydreams por Astralwerks, que incluye el sencillo «Something Better», una colaboración con Lady Antebellum, también número uno en el Billboard Dance Club Songs.

## Discografía

### Álbumes de estudio
2020:
- Escapism

### EP
2015:
- Daydreams

2017:
- Some Ideas

### Sencillos
2009:
- Rise & Shine (Aleph Recordings)

2010:
- Transition/Course Of Action (Enhanced Music)
- November (Ask4 Records)
- Eleven Eleven (Enhanced Music)
- Mind Over Matter (Aleph Recordings)
- Palmetto (Perceptive Deep)
- What Dreams May Come (Songbird)
- Fall Into Place (Aleph Recordings)
- Behind Our Thoughts (con Decolita) (Alterego)

2011:
- Nightfall/Daybreak (con Griff O'Neill) (Enhanced Music)
- Someday (con Jason van Wyk) (First State Music)
- People Do Not Change (Enhanced Music)
- Selective Hearing (Self-release)
- Triumph (con Norin & Rad) (Air Up There Recordings)
- Thrust (con Norin & Rad) (Air Up There Recordings)

2012:
- Keep This Memory (Enhanced Music)
- Play Our Lives (con Cerf, Mitiska & Jaren) (Armada Music)
- The Reach (Enhanced Music)
- Eventide/Unity (Anjunabeats)
- Sup (Trice Recordings)
- These Are The Days (feat. Ruby Prophet) (Zouk Recordings)

2013:
- Wayfarer (Anjunabeats)
- Leaving You (feat. Michael S) (Zouk Recordings)
- Ciao (Trice Recordings)
- Iris (Anjunabeats)
- Circles (feat. Ruby Prophet) (Zouk Recordings)

2014:
- Elysium (Spinnin' Records)
- Hindsight (Anjunabeats)
- Hex (Self-release)
- Serotonin (con Matthew Koma) (Spinnin' Records)

2015:
- Insomnia (feat. Parson James) (Astralwerks/Virgin/EMI/Universal Music)
- Something Better (feat. Lady Antebellum) (Daydreams) (Astralwerks/Virgin/EMI/Universal Music)
- Pharaohs (feat. Voyageur) (Daydreams) (Astralwerks/Virgin/EMI/Universal Music)
- Rooms (Daydreams) (Astralwerks/Virgin/EMI/Universal Music)
- Monaco (feat. RUMORS) (Daydreams) (Astralwerks/Virgin/EMI/Universal Music)

2016:
- Crazy Love (feat. Deb's Daughter) (Astralwerks/Virgin/EMI/Universal Music)

2017:
- One More Weekend (con MAX) (Astralwerks/Virgin/EMI/Universal Music)
- Hot Water (con 3LAU feat. Victoria Zaro) (Astralwerks/Virgin/EMI/Universal Music)
- Message (Some Ideas) (Astralwerks/Virgin/EMI/Universal Music)
- Rampart (con Gammer) (Some Ideas) (Astralwerks/Virgin/EMI/Universal Music)
- Resolve (Some Ideas) (Astralwerks/Virgin/EMI/Universal Music)

2018:
- This Is How We Do It (feat. Party Pupils) (Dim Mak Records)
- Higher (feat. Cecilia Gault) (Anjunabeats)
- Never Letting Go (con Arty) (Anjunabeats)
- Rollercoaster (feat. Liam O'Donnell) (Escapism) (Self-release)

2019:
- Favorite Sound (con Echosmith) (Escapism) (Self-release)
- Buzzing (con Nevve) (Escapism) (Self-release)

2020:
- Craving (con Arty feat. Ellee Duke) (Armada Music)

2021:
- Learn To Love Again (Armada Music)
- Blue (Armada Music)
- Wish It Was You (feat. Cate Downey) (Armada Music)

2022:
- One Last Dance (feat. XIRA) (Armada Music)
- Drifting Away (feat. Joe Jury) (Armada Music)
- Way Back Home (feat. Jordan Grace) (Armada Music)

2023:
- Antidote (con Codeko feat. JT Roach) (Armada Music)
- Would You Even Know (con William Black feat. Tia Tia) (Armada Music)
- Superhero (Armada Music)

2024:
- 21 (con Jason Ross) (Armada Music)

### Remixes
2010:
- Lewis Dodkins – Reaction
- Paul Tarrant – Sunset Serenade
- Matt Holliday feat. Mque – Your Touch
- Pamuya – Liquid Sky
- BRM – First Taste
- Alpha 9 – Come Home
- Peter Lesko feat. Essence – My Everything
- Dave Horne & Danny Powers – Fallen Angels
- Phillip Alpha & Daniel Kandi – Sticks & Stones
- Perpetual feat. Sandra Passero – End of Time
- Ben Nicky – Rattle
- Den Rize & Mark Andrez – Naiad

2011:
- Ferry Corsten – Punk
- JPL – A Better Daze
- Natalie Peris – Who You Are
- Ad Brown – Motion
- Aly & Fila vs. Activa – Medellín
- Nickey – If I Could
- Life+ feat. Alma Carlson – Afro Ghost

2012:
- Rune RK & Databoy – Memorize Me
- Justin Bieber – As Long As You Love Me
- Jaytech – Multiverse
- Christina Aguilera – Your Body

2013:
- Tommie Sunshine & The Disco Fries feat. Kid Sister – Cool Without You
- Zaa feat. Molly Bancroft – Timebomb
- Arty feat. Chris James – Together We Are
- Bruno Mars – Treasure
- Armin van Buuren feat. Trevor Guthrie – This Is What It Feels Like

2014:
- Bastille – Pompeii
- R3hab & NERVO & Ummet Ozcan – Revolution
- Michael Jackson – Slave to the Rhythm
- Van Halen – Jump

2015:
- Nick Jonas – Chains

2016:
- Coldplay – Adventure of a Lifetime
- Halsey – Colors
- Alex Newell, Jess Glynne, DJ Cassidy with Nile Rodgers – Kill the Lights

2017:
- Cash Cash feat. Conor Maynard - All My Love

2019:
- Calvin Harris feat. Rag'n'Bone Man - Giant